# Carloforte
Carloforte (sardinsky: UPàize, Carlufòrti) je italská obec (comune) v provincii Sud Sardegna v regionu Sardinie. Nachází se ve výšce 10 metrů nad mořem a má přibližně 5 900 obyvatel. Rozloha obce je 51,10 km².